# Bart Howard
Pour les articles homonymes, voir Howard.
 (février 2021).
La mise en forme du texte ne suit pas les recommandations de Wikipédia : il faut le « wikifier ».
Les points d'amélioration suivants sont les cas les plus fréquents :
- Les titres sont pré-formatés par le logiciel. Ils ne sont ni en capitales, ni en gras.
- Le texte ne doit pas être écrit en capitales (les noms de famille non plus), ni en gras, ni en italique, ni en « petit »…
- Le gras n'est utilisé que pour surligner le titre de l'article dans l'introduction, une seule fois.
- L'italique est rarement utilisé : mots en langue étrangère, titres d'œuvres, noms de bateaux, etc.
- Les citations ne sont pas en italique mais en corps de texte normal. Elles sont entourées par des guillemets français : « et ».
- Les listes à puces sont à éviter, des paragraphes rédigés étant largement préférés. Les tableaux sont à réserver à la présentation de données structurées (résultats, etc.).
- Les appels de note de bas de page (petits chiffres en exposant, introduits par l'outil «  Source ») sont à placer entre la fin de phrase et le point final[comme ça].
- Les liens internes (vers d'autres articles de Wikipédia) sont à choisir avec parcimonie. Créez des liens vers des articles approfondissant le sujet. Les termes génériques sans rapport avec le sujet sont à éviter, ainsi que les répétitions de liens vers un même terme.
- Les liens externes sont à placer uniquement dans une section « Liens externes », à la fin de l'article. Ces liens sont à choisir avec parcimonie suivant les règles définies. Si un lien sert de source à l'article, son insertion dans le texte est à faire par les notes de bas de page.
- La présentation des références doit suivre les conventions bibliographiques. Il est recommandé d'utiliser les modèles {{Ouvrage}}, {{Chapitre}}, {{Article}}, {{Lien web}} et/ou {{Bibliographie}}. Le mode d'édition visuel peut mettre en forme automatiquement les références.
- Insérer une infobox (cadre d'informations à droite) n'est pas obligatoire pour parachever la mise en page.

Pour une aide détaillée, merci de consulter Aide:Wikification.
Si vous pensez que ces points ont été résolus, vous pouvez retirer ce bandeau et améliorer la mise en forme d'un autre article.
Bart Howard (né Howard Joseph Gustafson, le 1er juin 1915 et décédé le 21 février 2004) était un compositeur et auteur de chansons américain, notamment du standard de jazz Fly Me to the Moon, qui a été interprété par Judy Garland, Frank Sinatra, Tony Bennett, Ella Fitzgerald, Nancy Wilson, Della Reese, Bobby Womack, Diana Krall, June Christy, Brenda Lee, Astrud Gilberto et Nat King Cole... Il est fréquemment joué par des musiciens de jazz et des musiciens populaires dans le monde entier. Bart Howard a écrit la chanson pour son partenaire de 85 ans, Bud Fowler.

## Biographie
Howard est né à Burlington, dans l'Iowa. Il a commencé sa carrière de musicien d'accompagnement à l'âge de 16 ans et a joué pour Mabel Mercer, Johnny Mathis et Eartha Kitt...
Fly Me to the Moon a été chanté pour la première fois en 1954 par Felicia Sanders au club "Blue Angel" de Manhattan, où le compositeur est devenu M.C. et accompagnateur en 1951. La chanson, écrite en seulement 20 minutes, a été largement diffusée lorsque Peggy Lee l'a chantée au Ed Sullivan Show quelques années plus tard. Bart Howard a « vécu » de cette chanson pour le reste de sa vie, bien qu'il ait eu 49 autres chansons à son actif. Parmi celles-ci, Let Me Love You, On the First Warm Day, One Love Affair, Be My All, The Man in the Looking Glass, My Love Is a Wanderer, Who Wants to Fall in Love, Don't Dream of Anybody But Me.
Howard est décédé le 21 février 2004, à l'âge de 88 ans, à Carmel, dans l'État de New York. Il laisse dans le deuil sa sœur Dorothy Lind et son compagnon de 58 ans, Thomas Fowler.